# Куп Мађарске у фудбалу 1911/12.
Куп Мађарске у фудбалу 1911/12. (мађ. 1911–1912-es magyar labdarúgókupa) је била трећа сезона мађарског фудбалског купа. Куп се одвијао по нокаут принципу.
Ово издање купа је освојио бранилац титуле МТК Будимпешта тим након што је тим Ференцварош ТК одбио да игра финалну утакмицу.
Дана 2. октобра 1912, МЛС је одредио стадион Илеи ут као домаћина финала купа. МТК није на то пристао јер је оспорио законитост раније одлуке удружења, а потом се жалио Министарству унутрашњих послова. Министарство је уважило приговор МТК-а да је меч требало да се игра на Хунгариа керут. Фудбалски савез је 14. децембра 1913. објавио нови термин за финале Купа Мађарске за сезону 1911–1912, на који се ФТК није пристао. У знак протеста није доставио ни пријаву за наредну сезону 1913–1914. Фудбалски савез Мађарске је у овонасталој ситуацији, је без одигране утакмице, прогласио МТК за победника.

## Финале
| МТК Будимпешта | Утакмица није играна | АК Мађар |
| -------------- | -------------------- | -------- |
|                |                      |          |